# 小行星7405
小行星7405（英語：7405）是一颗围绕太阳公转的小行星。1988年3月16日，上田清二、金田宏在钏路市发现了此天体。
这颗小行星的绝对星等为169.73024等。